# شهرستان جتی‌اگوز
شهرستان جتی‌اگوز (به قرقیزی:Жети-Өгүз району، جەتى ۅگۉز وودانى، به روسی: Джети-Огузский район) یک شهرستان از استان ایسیق‌کول است که در شمال شرقی قرقیزستان واقع شده‌است. این شهرستان در جنوب شرق دریاچه ایسیق‌کول و دارای مساحت ۱۴۴۹۹ کیلومترمربع (۵۵۹۸ مایل مربع) می‌باشد. مرکز این شهرستان شهر قزل‌سو است.
جتی‌اگوز در زبان قرقیزی به معنای «هفت ورزا» است. (قابل مقایسه با یِدّی اُکوز به همین معنا در ترکی آذربایجانی.)

## خصوصیات
شهرستان جتی‌اگوز بر اساس آمار سال ۲۰۰۹، مشتمل بر ۴۲ منطقه مسکونی، و دارای ۸۲٬۰۸۵ نفر جمعیت است.